# Matthias Mangiapane

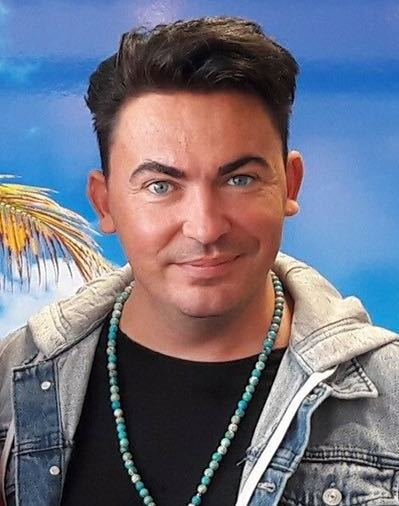
Matthias Mangiapane

Matthias Mangiapane (* 29. September 1983 in Langen; bürgerlich Matthias Fella) ist ein deutscher Reality-TV-Teilnehmer.

## Leben
Matthias Mangiapane ist in Hessen als Sohn des italienischen Karosseriespenglers Giuseppe Mangiapane und der deutschen Hotelfachfrau Dagmar Mangiapane geboren und aufgewachsen. Nach der Realschule wechselte er an ein Wirtschaftsgymnasium und arbeitete danach als freier Handelsvertreter in Meiningen, bis er 2004 eine Friseurlehre in Darmstadt begann. Dort lernte er 2006 Hubert Fella kennen, mit dem er sich 2012 auf Mallorca verlobte. An ihrem Wohnort Hammelburg waren sie gemeinsam in Fellas Reisebüro tätig, bis dieser es 2018 verkaufte und Matthias Mangiapane eine eigene Reiseagentur gründete. Von 2008 bis 2016 betrieb er außerdem ein Sonnen- und Nagelstudio. Am 8. Mai 2018 heiratete er Hubert Fella. Die Hochzeit auf Schloss Engers und die Vorbereitungen darauf wurden in einer sechsteiligen Doku-Soap (Hubert & Matthias – Die Hochzeit) auf VOX ausgestrahlt.
Mangiapane ist Darsteller in VOX-Serien wie Ab ins Beet und Hot oder Schrott. Gemeinsam mit Hubert Fella erreichte er 2017 im Sommerhaus der Stars den dritten Platz. 2018 belegte er im Dschungelcamp den fünften Platz. 
Im März 2020 erreichte Mangiapane in der Sat.1-Reality-Show Promis unter Palmen den zweiten Platz. In Medienberichten wurde ihm mehrfach vorgeworfen, sich zusammen mit Carina Spack und Bastian Yotta am Mobbing der Teilnehmerin Claudia Obert beteiligt zu haben.
Am 18. September 2020 gewann er im Sat.1-Promiboxen gegen Julian F. M. Stoeckel.

## TV-Auftritte
- 2011–2012: Ab ins Beet! (VOX)
- 2011: Richter Alexander Hold (Sat.1; eine Folge)[12]
- 2012: Guinness – Die Show der Rekorde
- 2014: Die Schlagerstars
- seit 2016: Hot oder Schrott – Die Allestester (VOX)
- 2017: Das Sommerhaus der Stars – Kampf der Promipaare (RTL)
- 2018: Ich bin ein Star – Holt mich hier raus! (RTL)
- 2018: Beat the Box (VOX)
- 2018: Das perfekte Promi-Dinner – Dschungelspezial (VOX)
- 2018: Hubert & Matthias – Die Hochzeit (VOX)
- 2019: Promis auf Hartz IV (RTL Zwei)
- 2020: Promis unter Palmen (Sat.1)
- 2020: Plötzlich arm, plötzlich reich (Sat.1)
- 2020: Die Festspiele der Reality Stars – Wer ist die hellste Kerze? (Sat.1)
- 2020: Promiboxen (Sat.1)
- 2020: Pocher – gefährlich ehrlich! (RTL)
- 2021: Ich bin ein Star – Die große Dschungelshow (RTL; Gast)
- 2021: Promis 7 Tage ohne … (Sat.1)
- 2021: Das Supermarkt-Quiz, (RTL II)
- 2022: Promi Undercover (RTL)
- 2022: Ich bin ein Star – Die Stunde danach
- 2022: Ich bin ein Star – Holt mich hier raus! Die große Dschungelparty (RTL)
- 2022: Das große Promi-Büßen (ProSieben)
- 2023: Kampf der Realitystars – Schiffbruch am Traumstrand (RTL II)
- 2023: Forsthaus Rampensau Germany (Joyn)
- 2023: Promi Big Brother (Sat.1)
- 2024: Bei Gina-Lisa läuten die Hochzeitsglocken (Joyn)
- 2024: The 50 (Prime Video)
- 2024: Forsthaus Rampensau Germany (Joyn, Gastauftritt)
- 2025: The Power (Joyn)
- 2025: The Summit (Prime Video)
- 2025: The 50 (Prime Video)

## Diskografie
Album
- 2013: Die Fellas Comedy mit Lisbeth, Vol. 1

Singles
- 2012: Summ Summ Summ – Ich will Dich
- 2014: Geburtstagslied (Wir wünschen dir alles Gute)
- 2018: Die Ananas – Die Fellas feat. Olga Orange